# دریاچه شلمزار

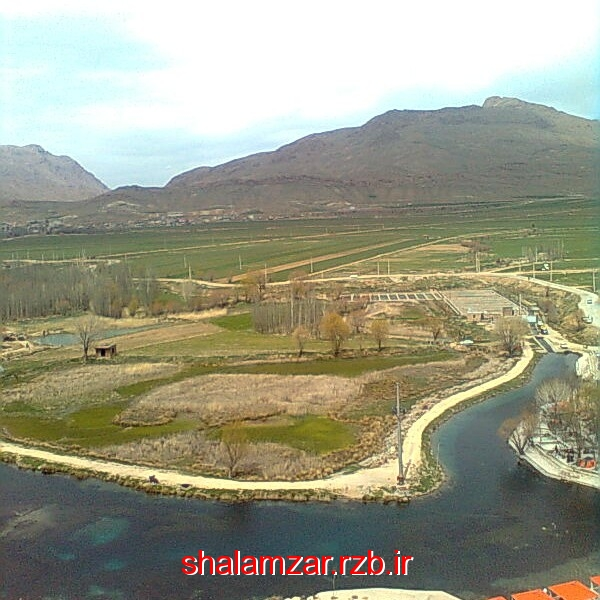

رودخانه شلمزار، دریاچه‌ای کوچک در مجاورت شهر شلمزار در استان چهارمحال و بختیاری است. از چشمه، دو رودخانه یکی به سمت مرکز شهر و دیگری به سمت شهر دستنا جدا می‌شود. از ویژگی‌های آن دبی آب ۱۳۰۰لیتر بر ثانیه و امکان ماهیگیری را می‌توان نام برد.
آلاچیق‌، پرندگان وحشی و مهاجر، مزارع توت فرنگی و زعفران و مرکز شیلات ماهی قزل آلا به این مکان زیبایی خاصی بخشیده‌است. وجود کارخانه آب معدنی صادراتی در کنار این چشمه برای تولید آب معدنی به رونق بیش از پیش این گردشگاه افزوده‌است.